# Бор (Хаврогорское сельское поселение)
Бор — деревня в Холмогорском муниципальном округе Архангельской области России. До 2022 года входила в состав ныне упразднённого Хаврогорского сельского поселения Холмогорского муниципального района.

## География
Деревня находится в центральной части Архангельской области, в подзоне северной тайги, на правом берегу Северной Двины, при автодороге 11К-868, на расстоянии примерно 79 километров (по прямой) к юго-юго-востоку от села Холмогоры, административного центра округа.

### Климат
Климат характеризуется как умеренно континентальный, влажный. Среднегодовая температура воздуха — +0,1…+0,2 °C. Средняя температура воздуха самого холодного месяца (января) — −15…−14 °C (абсолютный минимум — −53 °C), средняя температура самого тёплого (июля) — +15…+16 °С (абсолютный максимум — +36 °C). Годовое количество атмосферных осадков — 570—630 мм, из которых большая часть выпадает в период с апреля по октябрь. Снежный покров держится в течение 180 дней. Среднегодовая скорость ветра составляет 3 — 4 м/с.

### Часовой пояс
Бор, как и вся Архангельская область, находится в часовой зоне МСК (московское время). Смещение применяемого времени относительно UTC составляет +3:00.

## Население
| 2002 | 2010 | 2012 |
| ---- | ---- | ---- |
| 174  | ↘108 | ↗136 |

### Национальный состав
Согласно результатам переписи 2002 года, в национальной структуре населения русские составляли 96 %.